# Speeltoestel Van Eesteren Museum
Speeltoestel Van Eesteren Museum is toegepaste kunst in Amsterdam Nieuw-West.
Architect Aldo van Eyck ontwierp voor Amsterdam talloze speeltoestellen die op circa 700 speelplaatsjes werden neergezet. Veelal waren het losse toestellen zoals de iglo en tunnel. Voor een enkele speelplaats maakte hij grotere installaties, zie bijvoorbeeld Aldo van Eyck aan het Bertelmanplein. De speelplaatsen werden vanaf de jaren negentig van de 20e eeuw opnieuw ingericht en ook veiliger gemaakt. De toestellen en installaties van Van Eyck verdwenen (weer) uit het straatbeeld.
Een van de grotere installaties uit de Stoomgemaalstraat in Osdorp moest ook plaatsmaken voor een nieuw terrein. In samenwerking met allerlei instanties als ook crowdfunding wist het Van Eesteren Museum 6000 euro bijeen te brengen om het gevaarte van de sloop te redden. Het bestaat uit drie torens met daartussen de varianten van duikelrekken. Het werd in 2018 aan de oostzijde van het genoemde museum geplaatst en op 23 november 2018 onthuld door Touria Meliani, wethouder Erfgoed, Kunst & Cultuur van Gemeente Amsterdam. Het zou volgens het museum een aanzet zijn voor de inrichting van een beeldentuin ter plaatse.
In 2020 kreeg het speeltoestel gezelschap van het kunstwerk Played rack van Maze de Boer dat mede geïnspireerd is op de speeltoestellen van Van Eyck.
In 2024 werd aan een soortgelijke installatie aandacht besteed in Geheimen van het museum. In de laatste aflevering van 2024/2025 waren medewerkers van het CollectieCentrum Nederland bezig met het in elkaar zetten van een speeltoestel afkomstig uit de Inlaagstraat. Het Rijksmuseum Amsterdam heeft in haar tuinen een aantal toestellen permanent in expositie, maar kon deze vanwege de grootte daar niet kwijt.